# Associació Austríaca de Futbol
L'Associació Austríaca de Futbol, ÖFB, (en alemany: Österreichischer Fußball-Bund) dirigeix el futbol a Àustria.
És l'encarregada d'organitzar les principals lligues del país (Lliga austríaca de futbol), les lligues amateurs, la Copa austríaca de futbol i la Selecció de futbol d'Àustria. Té la seu a Viena. Va ser fundada el 1904 i afiliada a la FIFA l'any següent.

## Federacions regionals
- Burgenländischer Fußball-Verband (BFV) «Enllaç».
- Niederösterreichischer Fußball-Verband (NOEFV) «Enllaç».
- Oberösterreichischer Fußball-Verband (OOEFV) «Enllaç».
- Salzburger Fußball-Verband (SFV) «Enllaç».
- Steirischer Fußballverband (StFV) «Enllaç».
- Tiroler Fußball-Verband (TFV) «Enllaç».
- Vorarlberger Fußball-Verband (VFV) «Enllaç».
- Wiener Fußball-Verband (WFV) «Enllaç».